# Jesús (película de 2016)
Jesús es una película chilena con producción internacional de 2016, es el segundo largometraje del director chileno Fernando Guzzoni , quien también escribió el guion.  Tuvo su estreno mundial en septiembre de 2016 en la sección Discovery del Festival Internacional de Cine de Toronto, para posteriormente en el mismo mes ser presentada en la sección oficial de San Sebastián. En Chile fue exhibida fuera de competencia en Sanfic 2016,  y finalmente en octubre de 2017 llegó a las salas de cine.

## Argumento
La película está basada parcialmente en el notorio caso del crimen de Daniel Zamudio,  pero es desarrollada en forma libre por su director sobre la óptica de uno de los culpables y la interrelación con su padre.

## Reparto
- Nicolás Durán[8]
- Alejandro Goic
- Sebastián Ayala
- Esteban González
- Gastón Salgado
- Constanza Moreno

## Premios y nominaciones
| Año  | Festival                                                           | Nominación                     | Receptor         | Resultado | Ref.   |
| ---- | ------------------------------------------------------------------ | ------------------------------ | ---------------- | --------- | ------ |
| 2016 | Festival de cine de Mar del Plata                                  | Mejor película latinoamericana | Fernando Guzzoni | Nominado  |        |
| 2016 | Festival de San Sebastián                                          | Concha de oro a Mejor película | Fernando Guzzoni | Nominado  |        |
| 2016 | Festival Internacional del Nuevo Cine Latinoamericano de La Habana | Mención especial del Jurado    | Fernando Guzzoni | Ganador   | [ 9 ]  |
| 2016 | Festival Internacional de Cine de Salónica                         | Golden Alexander               | Fernando Guzzoni | Nominado  |        |
| 2016 | Festival de Cine de Turín                                          | Mejor actor                    | Nicolás Durán    | Ganador   | [ 10 ] |
| 2017 | Festival Internacional de Cine de los Países del Sur del Mundo     | Mejor Actor                    | Nicolás Durán    | Ganador   | [ 12 ] |
| 2017 | Festival Internacional de Cine de los Países del Sur del Mundo     | Mejor edición                  | Andrea Chignoli  | Ganador   | [ 12 ] |
| 2017 | Chéries-Chéris                                                     | Grand Prize Chéries-Chéris     | Fernando Guzzoni | Nominado  |        |